# Тинец на Лаби
Тинец на Лаби (чеш. Týnec nad Labem) град је у Чешкој Републици. Град се налази у управној јединици Средњочешки крај, у оквиру којег припада округу Колин.

## Становништво
Према подацима о броју становника из 2014. године град је имао 2.081 становника.